# Мисс Доминика
Мисс Доминика (англ. Miss Dominica Queen) — ежегодный национальный конкурс красоты, проводимый в Доминике. Конкурс обычно проходит каждый год, и победительнице присуждается титул за последующий год.
С 1945 года конкурсы красоты начали проводить на острове Доминика. Конкурс впервые официально был проведен в 1978 году. Тогда же Доминика стала участником конкурса «Мисс Мира», а с 1985 года — участником конкурса «Мисс Вселенная».
Национальный конкурс красоты «Мисс Доминика» проводятся на стадионе Уиндзор Парк в Розо.

## Победители от Доминики в международных конкурсах
Мисс королева культуры Карибов
- 2017 — Джейд Шари Ромен
- 2013 — Лесласса Армор-Шиллингфорд
- 2008 — Мара Уолтер
- 2007 — Леандра Лендер

Miss Jaycees International
- 2016 — Тася Флоиссак
- 2013 — Лесласса Армор-Шиллингфорд
- 2012 — Надира Ландо
- 2010 — Марсия Батист
- 2008 — Мара Уолтер

2007 — Леандра Лендер
Мисс Карнавал
- 2014 — Франсин Тиффани Барон
- 2013 — Лесласса Армор-Шиллингфорд
- 2007 — Леандра Лендер
- 2006 — Накита Бруно

Мисс Карибский мир
- 2012 — Надира Ландо
- 2010 — Марсия Батист
- 2008 — Мара Уолтер
- 2006 — Накита Бруно
- 1997 — Гизель Фрэнсис-Аллен

Мисс Организации Восточно-карибских государств (OECS)
- 1998 — Камала Батист

Мисс Carifta
- 1973 — Эстер Фидель-Моррис

Победительницы конкурса «Мисс Доминика»
| Year | Miss Dominica              |
| ---- | -------------------------- |
| 1978 | Маргарет Джозеф            |
| 1980 | Федрина Сампсон            |
| 1981 | Электра Дюкре              |
| 1982 | Анти Бартон                |
| 1983 | Норма Ролле                |
| 1984 | Сандра Браун               |
| 1985 | Маргарет Розе Кулс-Ларто   |
| 1986 | Диана Франсис              |
| 1987 | Лорна Челленджер           |
| 1988 | Джулента Койпел            |
| 1989 | Марселла ЛаРок Менал       |
| 1990 | Кэтти Бартон               |
| 1991 | Марта Аугустус             |
| 1992 | Глория Офар                |
| 1993 | Франсиллия Агар            |
| 1994 | Леви Бюпьер                |
| 1995 | Дарни Вейленд              |
| 1996 | Принцилла Вилль            |
| 1997 | Гизель Франсис-Аллен       |
| 1998 | Камала Батист              |
| 1999 | Ванесса Айслес             |
| 2000 | Дарна Робертс              |
| 2001 | Кимани Фелисите            |
| 2002 | Саманта Доктороу           |
| 2003 | Минерва Левис              |
| 2004 | Элгана Алексис             |
| 2005 | Шарлен Ричардс             |
| 2006 | Накита Бруно               |
| 2007 | Леандра Ландер             |
| 2008 | Мара Уолтер                |
| 2009 | Кайя Тюссо                 |
| 2010 | Марси Батист               |
| 2011 | Яцинта Фаган               |
| 2012 | Надира Ландо               |
| 2013 | Лесласса Армор-Шиллингфорд |
| 2014 | Франсин Барон              |
| 2015 | Одесса Эли                 |
| 2016 | Тася Флюсак                |
| 2017 | Джейд Чари Ромейн          |
| 2019 | Марисоль Джон              |